# Devil’s Playground
A Devil's Playground a brit rockénekes, Billy Idol hatodik nagylemeze, amely 2005. március 22-én jelent meg. Tizenkét év után jelentetett meg először új nagylemezt (az 1993-as Cyberpunk óta), és négy év után először vett fel új dalokat. A lemez különlegessége, hogy újra régi partnereivel, Steve Stevens gitárossal és Keith Forsey producerrel dolgozott rajta. A felvételek során az egész zenekar a stúdióban tartózkodott, nem külön-külön vették fel a sávokat. Az albummal 2005-2006 között turnéztak különféle zenei fesztiválokon, köztük a Vans Warped Festival-on. A kislemezvárományos "Scream" a Viva La Bam egyik részében is szerepelt, amelyben Billy Idol volt a vendégművész. Bár ezúttal sincs címadó dal, a "Super Overdrive" dalszövegében többször is elhangzik az albumcím.

## Az album dalai
Az összes dal szerzője Billy Idol és Brian Tichy, kivéve ahol más is jelölve van. 
| 1.    | Super Overdrive          |                           | 4:18 |
| 2.    | World Comin' Down        |                           | 3:33 |
| 3.    | Rat Race                 | Billy Idol, Steve Stevens | 4:17 |
| 4.    | Sherri                   | Idol                      | 3:17 |
| 5.    | Plastic Jesus            | Ed Rush, George Cromarty  | 4:53 |
| 6.    | Scream                   |                           | 4:42 |
| 7.    | Yellin' at the Xmas Tree |                           | 4:14 |
| 8.    | Romeo's Waiting          | Idol, Stevens             | 3:42 |
| 9.    | Body Snatcher            |                           | 3:57 |
| 10.   | Evil Eye                 |                           | 4:32 |
| 11.   | Lady Do or Die           |                           | 4:37 |
| 12.   | Cherie                   |                           | 3:47 |
| 13.   | Summer Running           | Idol, Stevens             | 4:30 |
| 54:28 |                          |                           |      |

| Japán verzió bónuszdal | Japán verzió bónuszdal | Japán verzió bónuszdal | Japán verzió bónuszdal | Japán verzió bónuszdal | Japán verzió bónuszdal | Japán verzió bónuszdal | Japán verzió bónuszdal | Japán verzió bónuszdal | Japán verzió bónuszdal |
|                        | Cím                    | Hossz                  |                        |                        |                        |                        |                        |                        |                        |
| ---------------------- | ---------------------- | ---------------------- | ---------------------- | ---------------------- | ---------------------- | ---------------------- | ---------------------- | ---------------------- | ---------------------- |
| 14.                    | Bleeding Me Insane     | 4:31                   |                        |                        |                        |                        |                        |                        |                        |
| 58:59                  |                        |                        |                        |                        |                        |                        |                        |                        |                        |

## Közreműködtek
- Billy Idol – ének
- Steve Stevens – gitár
- Stephen McGrath – basszusgitár
- Derek Sherinian – billentyűs hangszerek
- Brian Tichy – dobok, ütős hangszerek
- Julian Beeston – dobgép

## Helyezések
| Listák (2005)                                | Legjobb helyezés |
| -------------------------------------------- | ---------------- |
| Ausztrália (ARIA Charts Top 50 Albums)       | 34               |
| Kanada (Billboard Canadian Albums Chart)     | 21               |
| Franciaország (SNEP Album Top 100)           | 105              |
| Németország (Offizielle Top 100)             | 15               |
| Olaszország (FIMI Album Top 20)              | 51               |
| Svédország (Sverigetopplistan Top 60 Albums) | 40               |
| Svájc (Schweizer Hitparade Top 100 Albums)   | 32               |
| Egyesült Királyság (UK Albums Chart)         | 78               |
| USA Billboard 200                            | 46               |